# Kyou wa Yukkuri Hanasou
"Kyou wa yukkuri hanasou" (今日はゆっくり話そう) là đĩa đơn thứ 39 của ZARD, được phát hành ngày 24 tháng 11 năm 2004 dưới hãng đĩa B-Gram RECORDS. Đĩa đứng hạng 5 trong tuần trên bảng xếp hạng đĩa đơn của Oricon. Nó được xếp hạng trong 7 tuần và đã bán được 33.384 bản.

## Danh sách bài hát
1. Kyou wa yukkuri hanasou (今日はゆっくり話そう?)
Lời: Izumi Sakai
Nhạc: Aika Ohno
Biên khúc: Akihito Tokunaga
2. Awai yuki ga tokete (淡い雪がとけて?)
Lời: Izumi Sakai
Nhạc: Hiroshi Terao
Biên khúc: Akihito Tokunaga
3. Ame ga furidasu mae ni (雨が降り出す前に?)
Lời: Izumi Sakai
Nhạc: Yuichiro Awai
Biên khúc: Takeshi Hayama
4. Kyou wa yukkuri hanasou (Instrumental)[3]

## Sử dụng trong truyền thông
Bài hát "Kyou wa yukkuri hanasou": được sử dụng làm nhạc quảng cáo cho Công ty TNHH GEKKEIKAN SAKE "Tsuki".

## Album
- Kimi to no Distance
- Golden Best ~15th Anniversary~
- ZARD Request Best ~beautiful memory~
- ZARD SINGLE COLLECTION ~20th ANNIVERSARY~